# علي الجبارة (لاعب كرة قدم مواليد يونيو 1997)
علي محمد الجبارة لاعب كرة قدم سعودي، يلعب كظهير أيمن يلعب في نادي الطرف.

## مسيرة اللاعب
لعب في الفئات السنية في نادي العدالة من عام 2011 إلى عام 2017 ثم انتقل إلى نادي القادسية على سبيل الإعارة موسم 2017-2018 في فئة الأولمبي و لعب بعدها مع نادي نادي النجوم ونادي النهضة ونادي الطرف.